# Ray Michie, Baroness Michie of Gallanach
Janet Ray Michie, Baroness Michie of Gallanach (* 4. Februar 1934 in Balmaha, nahe Loch Lomond; † 6. Mai 2008 in Oban, Schottland) war eine britische Politikerin und Mitglied der Liberal Democrats.
Michie war von 1987 bis 2001 Abgeordnete im House of Commons für den Wahlkreis Argyll and Bute. Seit 2001 war sie als Life Peer Mitglied im House of Lords. Michie starb an Krebs.
Sie war eins der vier Kinder von John Bannerman, Baron Bannerman of Kildonan.